# Milissegundo
Milissegundo (ms) é uma unidade de medida de tempo. Corresponde a 10-3 segundos, ou seja, um  milésimo de segundo.
Atualmente, é usado para medir o tempo em que se demora para enviar dados pela Internet, por exemplo.
1ms = 0,001s

1s = 1000ms